# Gessate (metrostation)
Gessate is een metrostation in de Italiaanse plaats Gessate dat werd geopend op 13 april 1985 en wordt bediend door lijn lijn 2 van de metro van Milaan. 

## Geschiedenis
In 1962 begon de aanleg van een vrije trambaan tussen Milaan en het Addadal ter vervanging van de interlokale tramlijn over de straat. Deze vrije trambaan eindigde bij Gorgonzola en de tramdienst verder naar het oosten werd op 4 december 1972 opgeheven toen de vrije trambaan onderdeel werd van metrolijn 2. In 1985 volgde toch nog een verlenging met twee stations naar het oosten. Het nieuwe oostelijke eindpunt, Gessate, werd vooral als vervoersknooppunt ten zuiden van het gelijknamige dorp gebouwd. Van 26 juli tot 31 augustus 2014 werd de metrodienst onderbroken in verband met de bouw van de buitenringweg van Milaan. Hoewel Gessate over een groot P&R terrein beschikt heeft het geen eigen aansluiting op die buitenringweg.

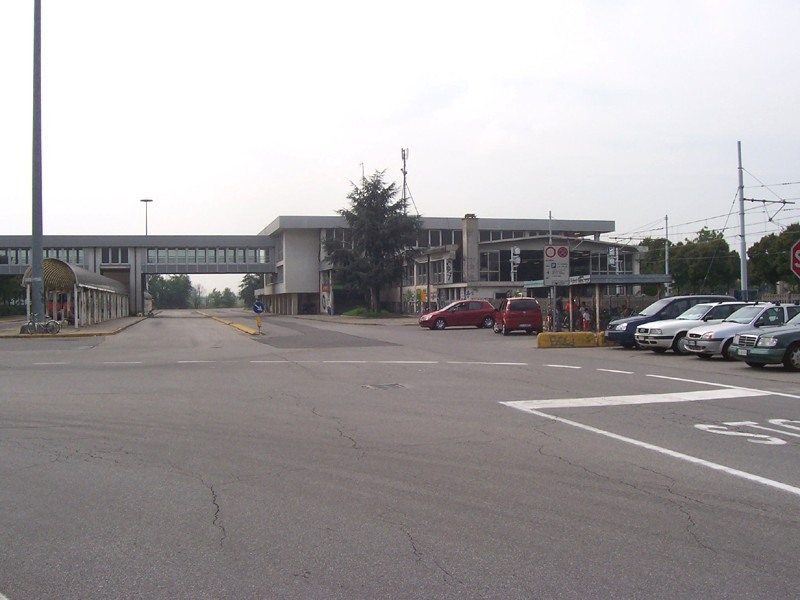
Het station gezien uit het oosten. Met de loopbrug over het busstation
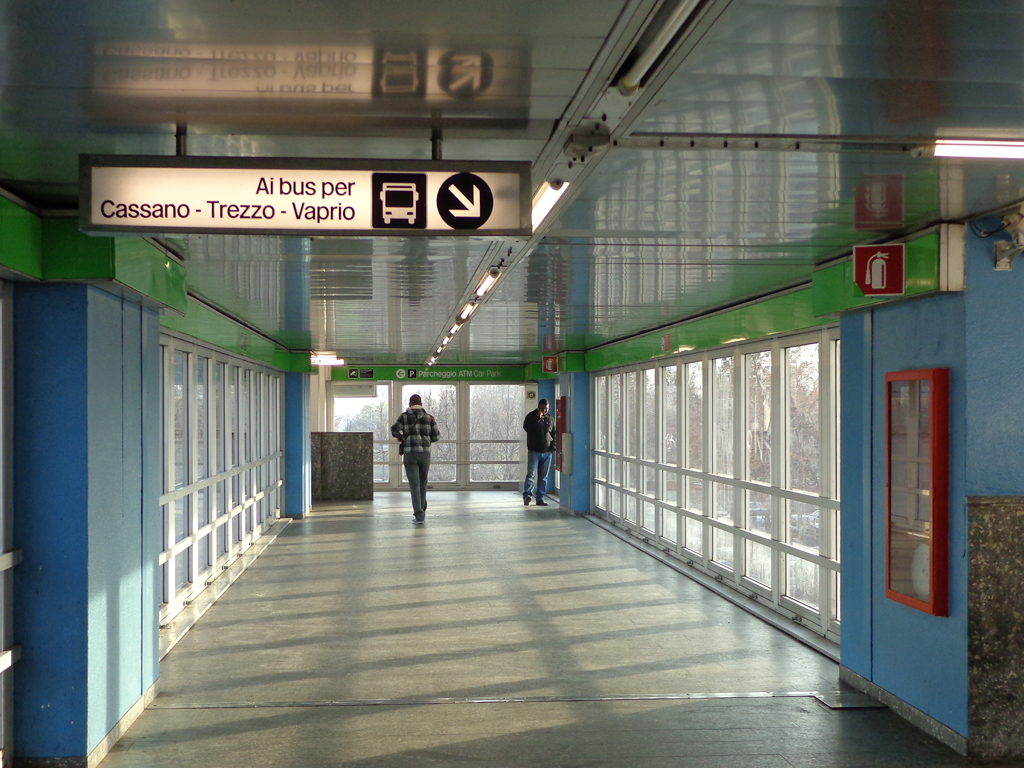
De loopbrug van binnen
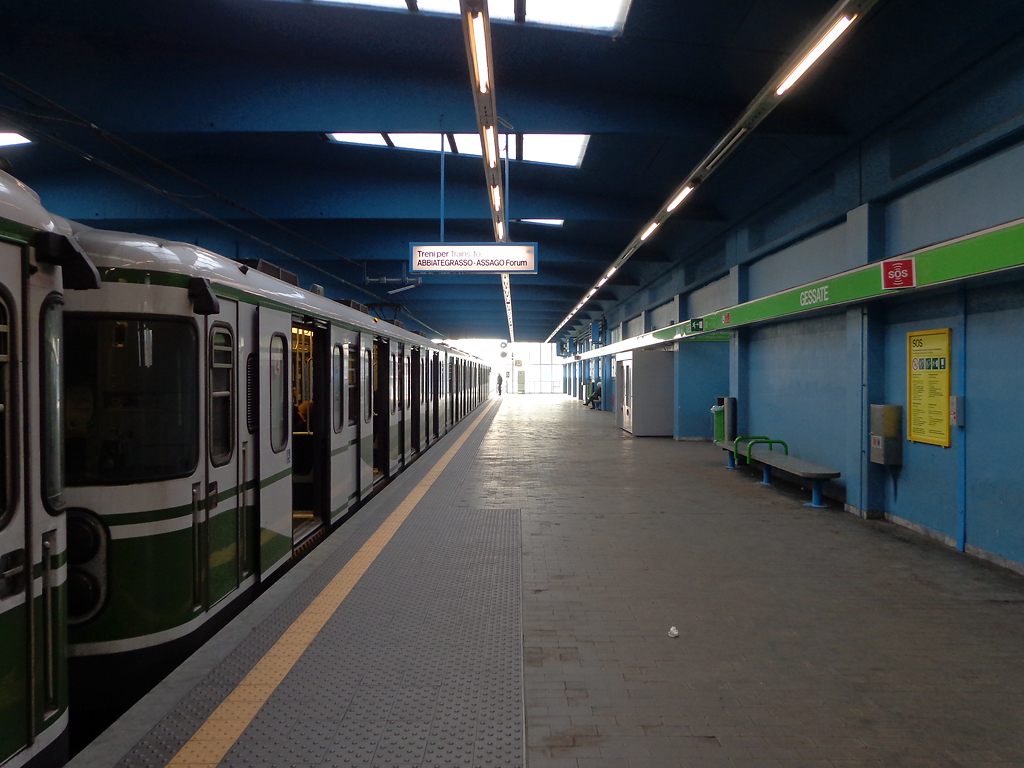
Metrostel langs het noordelijke perron

## Ligging en inrichting
Het station is gebouwd als een loods met een puntdak waar de perrons en sporen in zijn ondergebracht. De verdeelhal ligt iets ten oosten van het midden boven de sporen en heeft zowel aan de noord- als de zuidkant toegangen. Voor de noorgevel ligt een parkeerplaats tussen het station en het dorp. Voor de zuidgevel ligt een interlokaal busstation en een groot P&R terrein van ATM. Tussen de verdeelhal en het P&R-terrein ligt een loopbrug over het busstation die ook toegang biedt tot de bushaltes. Ten oosten van de loods ligt een kruiswissel met twee kopsporen waar metrostellen kunnen keren. Ten westen van de loods liggen overloopwissels zodat de metrostellen op beide sporen kunnen binnenrijden.